# Torre-romeu
Torre-romeu és un dels barris de Sabadell, situat a l'est de la ciutat, a la banda esquerra del riu Ripoll. Hi viuen, aproximadament, 6.000 veïns.
El barri està dividit en tres parts: la part alta (coneguda com a Tibidabo de Torre-romeu), la part baixa (el nucli antic del barri) i Can Roqueta (continu urbà lligat a Torre-romeu per l'avinguda de Can Bordoll). L'artèria principal del barri és el carrer de Sau, nom que fa referència al pantà de Sau, a Osona. Tot el barri també té un nomenclàtor lligat a la conca hidrogràfica de Catalunya: la part alta fa referència a pantans i la baixa, a rius.
Torre-romeu té diversos cafès, la Biblioteca de la Serra, més de quatre parcs, places de reunió, estancs, videoclubs, dos centres cívics (un d'antic i de nou), bars, papereria, centre de fotografia, etc.
El barri té una rica vida associativa, amb la presència de:
- Associació de Veïns de Torre-romeu, que lidera la vida associativa del barri.
- Centre Cultural de Torre-romeu, entitat cultural molt arrelada al barri i amb més de 50 anys d'història.
- Club de Lleure Pandora, abans Centre Obert o Aidea.
- Grup d'Esplai Quatre Gats.[cal citació]

## Formació
Al final dels anys 1940 a l'actual barri de Torre-romeu hi havia quatre cases: la torre Penedès, cal Segarra, cal Polit i la torre Romeu (anomenada també cal Pa i Ceba, propietat de Silvestre Romeu). Eren torres d'estiueig on vivia un masover que s'encarregava de les terres. El 1951, després de l'ensulsiada de les coves del Ripoll, l'alcalde Josep M. Marcet va autoritzar de construir cases a Torre-romeu. Així va néixer el barri, que es va omplir d'habitants sobretot després dels aiguats del 1962.

## Transports
Actualment el barri té quatre línies de bus que el connecten amb la resta de la ciutat:
- Línia 4. El Poblenou - La Roureda (de dilluns a dissabte)
- Línia 44. El Poblenou - Parc Taulí (de dilluns a divendres)
- Línia 14. Can Roqueta - Parc Taulí (de dilluns a dissabte)
- Línia F4. El Poblenou - La Roureda (diumenges i festius)

Totes aquestes línies circulen cada 30 minuts, però de dilluns a divendres combinen les seves freqüències, permetent un autobús cada 10 minuts de mitjana.